# Sete Minutos Depois da Meia-Noite
A Monster Calls (no Brasil e em Portugal, Sete Minutos Depois da Meia-Noite) é um filme de drama-fantasia anglo-espanhol-estadunidense de 2016 dirigido por Juan Antonio Bayona e escrito por Patrick Ness, baseado em seu romance homônimo. Estrelado por Lewis MacDougall, Sigourney Weaver, Felicity Jones, Toby Kebbell e Liam Neeson, teve sua primeira aparição no Festival Internacional de Cinema de Toronto em 10 de Setembro de 2016.
Trata-se de um drama sobre a dor e a capacidade de superação, baseado no romance de Patrick Ness (também responsável pelo argumento).
Para poder escapar aos problemas do dia-a-dia, Conor O'Malley (Lewis MacDougall), de 12 anos, encontrou refúgio num mundo de fantasia. Nada na sua vida é simples: na escola, é maltratado pelos colegas; em casa, sofre com a doença da mãe (Felicity Jones) e com a relação fria e distante que tem com a avó (Sigourney Weaver). Apesar da dureza da realidade, à noite – exactamente sete minutos depois da meia-noite – o rapaz recebe a visita do bondoso "monstro-em-forma-de-árvore" (voz de Liam Neeson). Entre os dois existe um trato: o monstro conta-lhe três histórias de encantar; em troca, Conor fala-lhe sobre si. Noite após noite, verbalizando o que vive, pensa e sente, uma amizade muito peculiar vai crescendo entre ambos. E será ao lado deste ser tão especial que o rapaz encontrará a força e coragem necessárias para derrubar os seus medos e superar a raiva sempre contida dentro de si.

## Elenco
- Lewis MacDougall - Conor O'Malley
- Sigourney Weaver - Avó de Conor
- Felicity Jones - Lizzie O'Malley
- Toby Kebbell - Pai de Conor
- Liam Neeson - Monster[3]
- James Melville - Harry
- Lily-Rose Aslandogdu - Lily
- Geraldine Chaplin

## Prêmios e indicações
| Lista de prêmios e indicações                 | Lista de prêmios e indicações | Lista de prêmios e indicações | Lista de prêmios e indicações | Lista de prêmios e indicações | Lista de prêmios e indicações |
| Premiação                                     | Categoria                     | Indicação                     | Resultado                     | R.                            |                               |
| --------------------------------------------- | ----------------------------- | ----------------------------- | ----------------------------- | ----------------------------- | ----------------------------- |
| Camerimage                                    | Melhor cinematografia         | Óscar Faura                   | Indicado                      | [ 4 ]                         |                               |
| Critics' Choice Awards                        | Melhor atuação juvenil        | Lewis MacDougall              | Indicado                      | [ 5 ]                         |                               |
| Critics' Choice Awards                        | Melhores efeitos visuais      | A Monster Calls               | Indicado                      | [ 5 ]                         |                               |
| Evening Standard British Film Awards          | Atuação do ano                | Lewis MacDougall              | Pendente                      | [ 6 ]                         |                               |
| Washington D.C. Area Film Critics Association | Melhor atuação juvenil        | Lewis MacDougall              | Indicado                      | [ 7 ]                         |                               |
| Washington D.C. Area Film Critics Association | Melhor roteiro adaptado       | Patrick Ness                  | Indicado                      | [ 7 ]                         |                               |
| Washington D.C. Area Film Critics Association | Melhor dublador               | Liam Neeson                   | Venceu                        | [ 7 ]                         |                               |
| Washington D.C. Area Film Critics Association | Melhor captura                | Liam Neeson                   | Indicado                      | [ 7 ]                         |                               |